# Ground-controlled approach
Ground-controlled approach, i daglig tale kaldet GCA, er et militært radarsystem der med to antenner ser ud ad landingsbanen. 
Flyets position registreres i vandret og lodret plan. Flyet kan så via radiokommunikation dirigeres ned i al slags vejr. 
På flyvelederens radarscope er der lagt en kunstig linje ind på hvert af de 2 billeder: Det billede, der viser det vandrette plan (som set fra oven), har en imaginær forlængelse af landingsbanen lagt ind som 'centerline'. Radarbilledet, der viser det lodrette plan (som set fra siden), har en kunstig linje lagt ind, hvor den ideelle glidepath (indflyvningsvinkel) ligger. 
Flyvelederen taler så flyet ned via radio med meldinger som: (you are) above glidepath, below glidepath, left of centerline, right of centerline og selvfølgelig det  ønskede: You are on centerline and glidepath. Systemet er så præcist at flyvelederen kan se at flyet når det punkt, hvor hjulene får kontakt med landingsbanen, og her melder han touchdown til piloten, så denne er varslet få sekunder inden.
Inden alt dette sker, er flyet dirigeret hen til indflyvning via terminalradarens billede.
I en militær lufthavn skal man altid kunne lande. I Grønland blev helikopterpiloterne fra Grønlandsfly der fløj i en civil udgave af S-61 Sea King trænet i brugen, da vejret kunne skifte meget hurtigt. Det at blive ”talt” ned, krævede stor tillid til at systemet fungerede.